# کاروانسرای مسکون
کاروانسرای مسکون مربوط به دوره صفوی است و در شهرستان جیرفت، بخش جبالباز، دهستان مسکون، روستای دروغگو واقع شده و این اثر در تاریخ ۲ مرداد ۱۳۸۷ با شمارهٔ ثبت ۲۳۱۳۲ به‌عنوان یکی از آثار ملی ایران به ثبت رسیده است.